# مهرأباد مزيدي (فسارود)
مهرأباد مزیدي (بالفارسية: مهرآباد مزیدی) هي قرية تقع في إيران في البلدة المركزية. يقدر عدد سكانها بـ 328 نسمة .